# R.I.P.D.
R.I.P.D. (bra: R.I.P.D. - Agentes do Além ; prt: R.I.P.D. - Agentes do Outro Mundo) é um filme estadunidense de 2013, dos gêneros comédia de ação e aventura, dirigido por Robert Schwentke, com roteiro de Phil Hay e Matt Manfredi baseado nos gibis Rest in Peace Department ("Departamento Descanse em Paz").
O elenco tem como estrelas Jeff Bridges e Ryan Reynolds. A fotografia principal do filme foi concluída em 28 de janeiro de 2012 e o filme foi previsto para ser lançado em 28 de junho de 2013, mais foi adiado para 19 de julho de 2013. O filme recebeu críticas negativas da crítica e foi uma bomba nas bilheterias.

## Elenco
- Jeff Bridges como Roycephus "Roy" Pulsipher, um marechal dos Estados Unidos e ex-soldado americano da guerra civil soldado do Oeste Selvagem e diretor veterano da R.I.P.D.
- Ryan Reynolds como Nick Walker, um sargento-detetive do Departamento de Polícia de Boston que é assassinado e se torna parceiro de Roy Pulsipher.
- Kevin Bacon como Bobby Hayes, um tenente detetive do Departamento de Polícia de Boston que está em conluio com os mortos.
- Mary-Louise Parker como Mildred Proctor, Chefe do Departamento de Polícia de Boston R.I.P.D.
- Stephanie Szostak como Julia Walker, a esposa de Nick e viúva.
- James Hong como vovô Jerry Chen, 1º avatar de Nick
- Marisa Miller como Opal Pavlenko, avatar de Roy
- Devin Ratray como Pulaski
- Robert Knepper como Stanley Nawlicki, um deado
- Mike O'Malley como Elliot, operador de painel de controle do Fenway Park
- Larry Joe Campbell como Diretor de Murphy
- Piper Mackenzie Harris como Garota com aparelho, 2º avatar de Nick
- Toby Huss, Mike Judge e Jon Olson como Vozes dos deados

Zach Galifianakis foi originalmente escalado como Roy Pulsipher, mas desistiu devido a conflitos de agenda. Jodie Foster foi originalmente considerado para o papel de Proctor, mas no final, Mary-Louise Parker foi estrelada.

## Bilheteria
O filme arrecadou US$ 33 618 855 nos Estados Unidos, e US$ 44 705 365  no restante do mundo, totalizando a arrecadação de US$ 78 324 220. O filme tem sido rotulado como uma bomba nas bilheterias, com a arrecadação no fim de semana de estréia ficando em menos de 10% do orçamento do filme de 130 milhões de produção, e a arrecadação final bruta igual a pouco mais de metade do orçamento. Após o final da temporada de exibição nos cinemas foi considerado uma das produções com o pior resultado financeiro da história.